# Arizona confédéré
1861–1865
Entités précédentes :
- Territoire du Nouveau-Mexique

Entités suivantes :
- Territoire du Nouveau-Mexique
- Territoire de l'Arizona

L'Arizona confédéré était un territoire revendiqué, entre 1861 et 1865, par les États confédérés d'Amérique pendant la guerre de Sécession. Il se composait de la portion du Territoire du Nouveau-Mexique située au sud du 34e parallèle nord incluant des parties des États actuels du Nouveau-Mexique et de l'Arizona. Sa capitale était Mesilla une localité de la frontière sud. Le territoire revendiqué par les Confédérés recouvrait le Territoire de l'Arizona créé par le gouvernement de l'Union en 1863, mais l'Arizona confédéré correspondait à la moitié sud du Territoire du Nouveau-Mexique, préexistant, tandis que le Terroire de l'Arizona, tel que défini par les Nordistes, correspondait à la moitié ouest de ce qui avait été le Territoire du Nouveau-Mexique.
Le territoire fut officiellement institué le 1er août 1861, après la victoire remportée par les Confédérés à la première bataille de Mesilla. Leur emprise sur le secteur fut cependant remise en question après la bataille de Glorieta, le combat crucial de la campagne du Nouveau-Mexique. En juillet 1862, le gouvernement du Territoire confédéré de l'Arizona fut transféré à El Paso, où il resta jusqu'à la fin de la guerre. Le territoire continua à être représenté au Congrès des États confédérés et des troupes confédérées se battirent sous le drapeau de l'Arizona jusqu'à la fin du conflit.

## Histoire

### Origine de la sécession
Avant le début de la guerre, les terres correspondant aux États actuels du Nouveau-Mexique et de l'Arizona faisaient partie du Territoire du Nouveau-Mexique.
La portion occidentale du territoire faisait partie de la cession mexicaine de 1848, amputée de la zone côtière qui forma l'État de Californie et complétée, en 1853, par une bande prise sur le nord du Mexique, au sud de la rivière Gila et à l'ouest du Río Grande, négociée lors de l'achat Gadsden (Gadsden Purchase). Dès 1856 des préoccupations étaient apparues concernant la capacité du gouvernement territorial basé à Santa Fe à contrôler effectivement cette partie méridionale du territoire, séparée par le Jornada del Muerto (en), une zone désertique particulièrement difficile.
En février 1858, la législature territoriale du Nouveau-Mexique adopta une résolution en faveur de la création d'un Territoire de l'Arizona, dont la limite nord-sud serait le 32e méridien. Une autre clause demandait que tous les Indiens du Nouveau-Mexique soient déportés dans le nord de l'Arizona.
En avril 1860, dans l'attente d'une décision du Congrès, une convention fut convoquée et 31 délégués se réunirent à Tucson. En juillet 1860, la convention rédigea un projet de constitution pour un « Territoire de l'Arizona » qui serait pris sur la partie du Territoire du Nouveau-Mexique située au sud du 34e parallèle. La convention désigna Lewis Owings (en) comme gouverneur territorial, ainsi qu'un délégué au Congrès des États-Unis.
La proposition échoua devant le Congrès, en raison de l'opposition des députés abolitionnistes. De nombreux habitants de la zone concernée étaient partisans de l'esclavage et entretenaient des relations d'affaires avec les États du Sud. De plus, ce nouveau Territoire se trouvait sous la ligne de démarcation entre États libres et États esclavagistes établie par le Compromis du Missouri. C'est pourquoi les abolitionnistes craignaient que ce nouveau Territoire ne devienne, par la suite, un État esclavagiste.
Puisque les travaux de la convention de Tucson n'avaient jamais été ratifiés par le Congrès fédéral, le territoire proposé ne devint pas une entité légale. Il fonctionna cependant un temps comme un gouvernement de facto, sinon de jure, couvrant le territoire envisagé pour l'Arizona. Lewis Owings, gouverneur du Territoire provisoire, chargea James Henry Tevis (en) de lever la première milice territoriale, composée de trois compagnies d'Arizona Rangers (en), pour protéger le Territoire des Apaches en maraude et des bandits. Deux compagnies furent également levées dans le camp de mineurs de Pinos Altos (en), et une dernière à Mesilla.

### Sécession

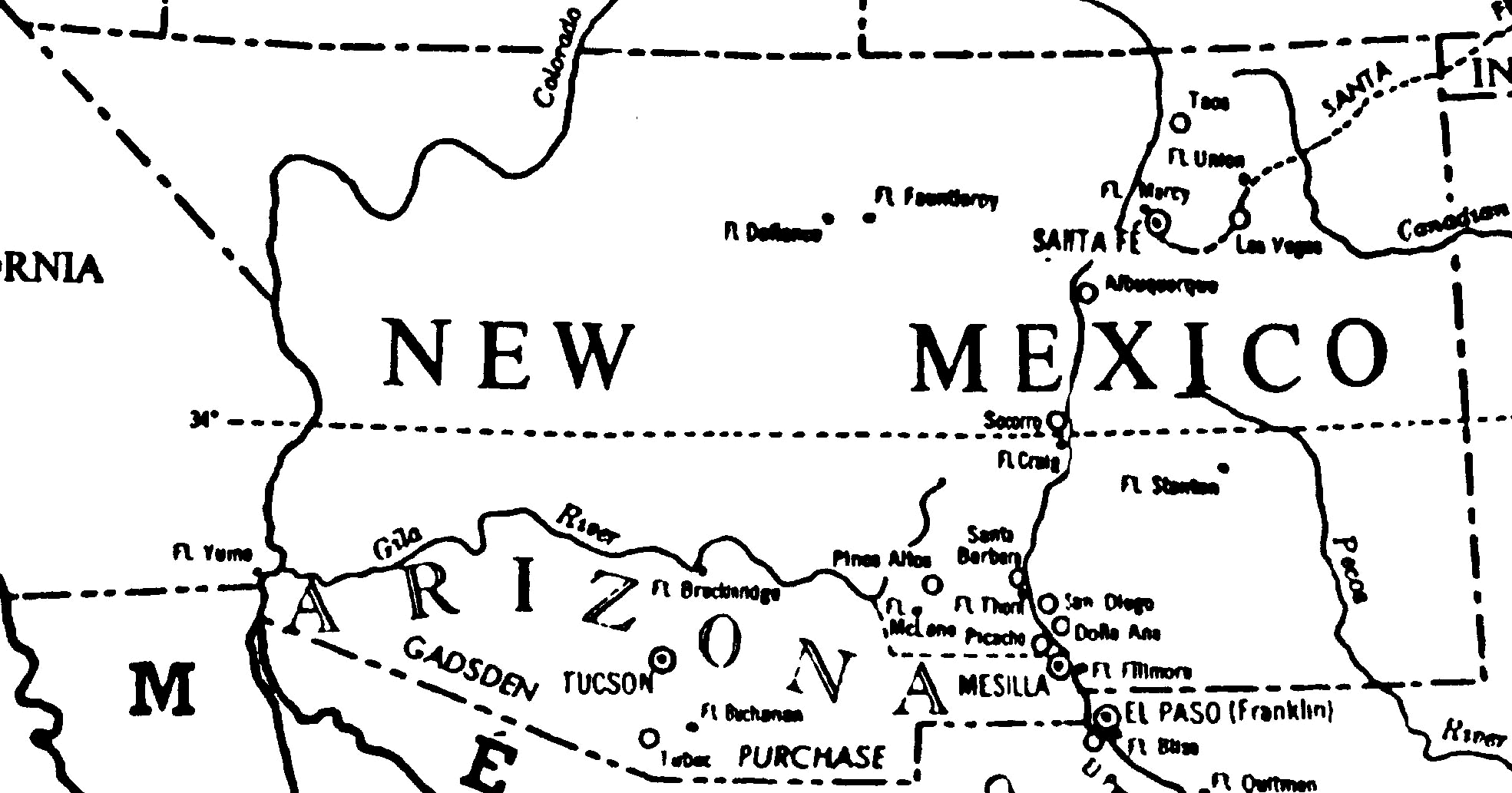
L'Arizona traditionnel.

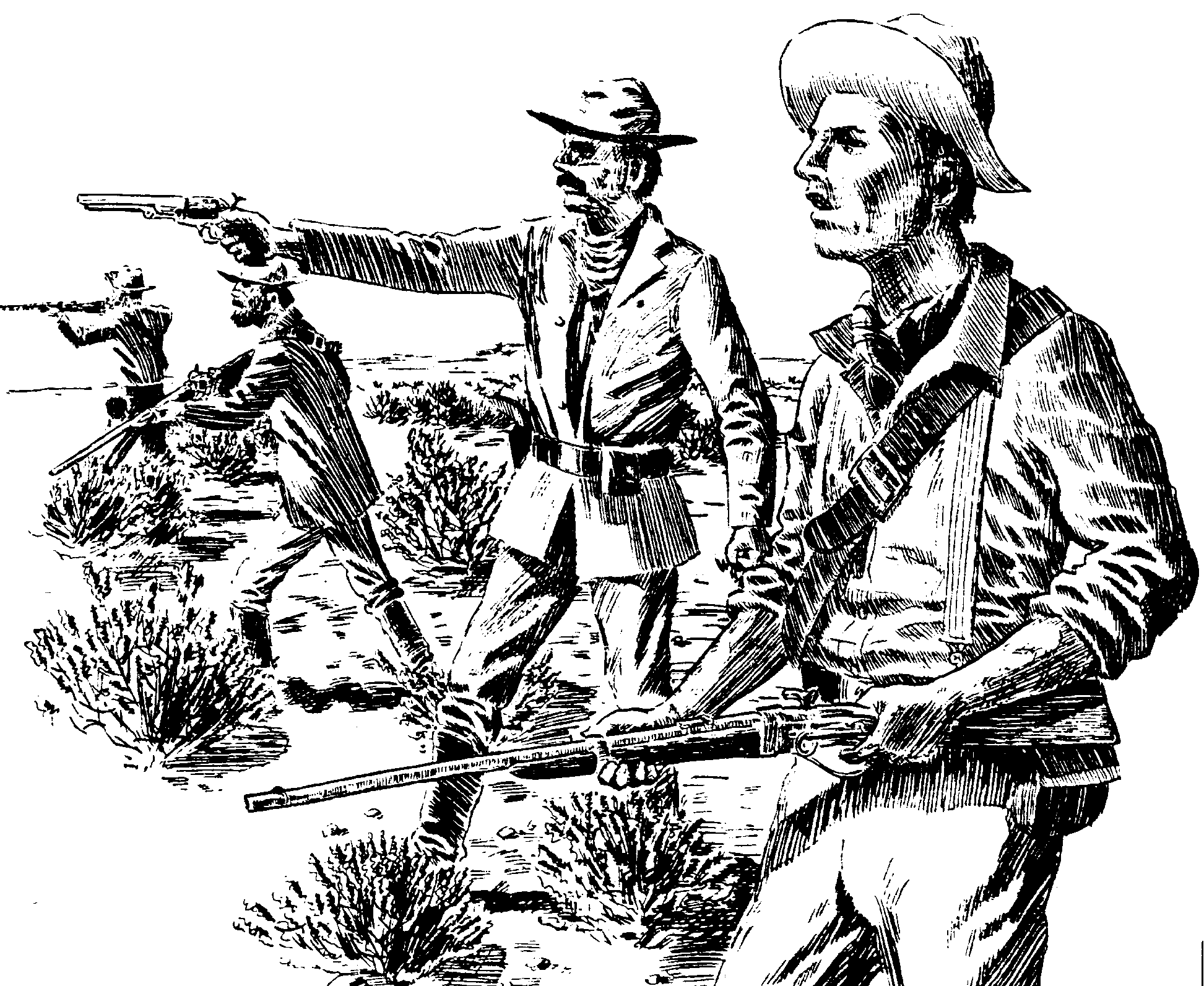
Arizona Guards

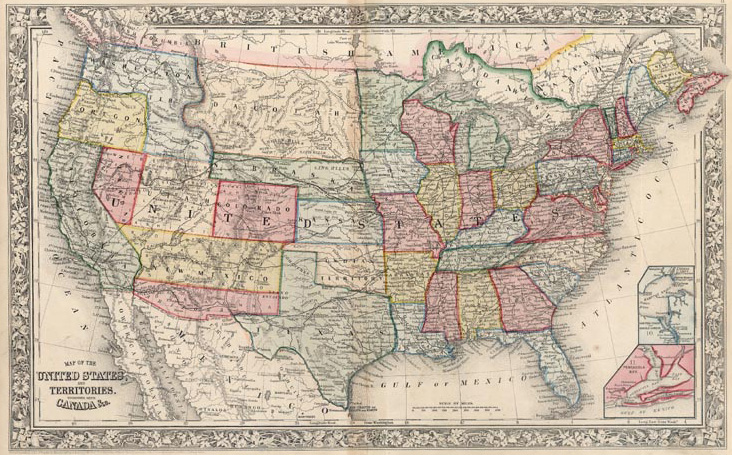
Carte des États-Unis (1861) montrant l'Arizona confédéré.

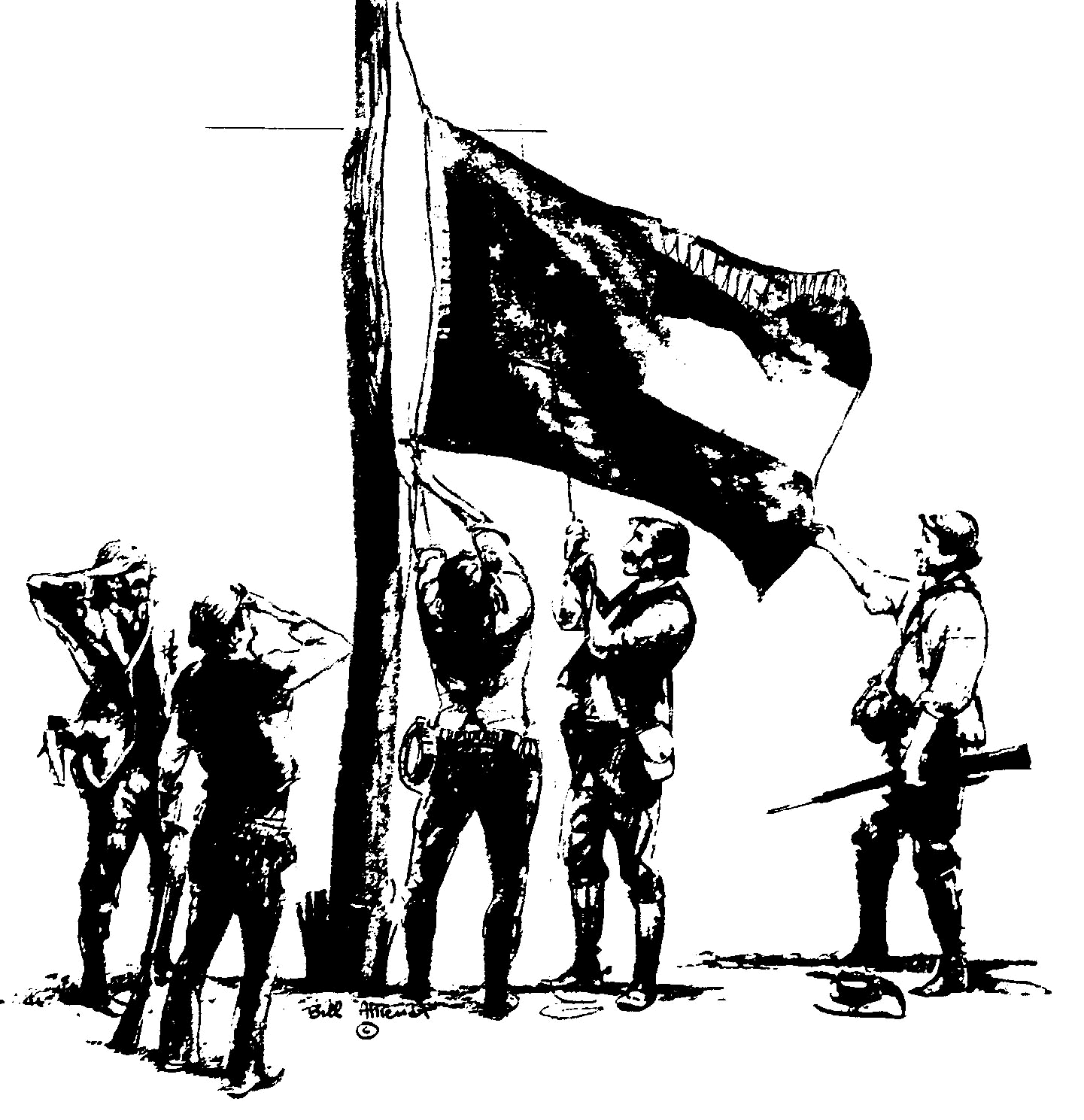
Les rebelles hissent le drapeau confédéré à Tucson.

Au début de la guerre civile, la Confédération bénéficiait d'un soutien important dans la partie sud du Territoire du Nouveau-Mexique, longtemps négligée par le gouvernement des États-Unis. Les habitants de l'Arizona traditionnel étaient également préoccupés par les Apaches qui terrorisaient les fermiers, les voyageurs et les exploitations minières, sans qu'un nombre adéquat de troupes n'ait été affecté à leur protection. Enfin, l'arrêt, en 1861, du service postal (le Butterfield Overland Mail) qui reliait les localités de la « frontière » de l'Arizona aux États de la côte est et à la Californie, contribua à accentuer ce sentiment d'abandon et la rancœur contre le gouvernement fédéral.
En mars 1861, les citoyens de Mesilla appelèrent à la sécession et convoquèrent une convention destinée à acter leur séparation des États-Unis et leur adhésion à la Confédération. Le 16 mars, la convention adoptait une ordonnance de sécession invoquant la géographie, la communauté d'intérêts avec la Confédération, la nécessité de protéger la « frontière » et l'interruption du service postal. L'ordonnance proposait également de poser la question de la sécession aux portions occidentales du Territoire, et, le 28 mars, une seconde convention, réunie sur le site de l'actuel Tucson (Arizona) ratifia l'ordonnance. Les conventions établirent alors un gouvernement territorial provisoire du « Territoire confédéré de l'Arizona ». Owings fut à nouveau élu comme gouverneur provisoire et Granville Henderson Oury (en) fut choisi comme délégué pour plaider l'admission du Territoire dans la Confédération.

### Guerre civile
Le nouveau Territoire de l'Arizona devait jouer un rôle important dans la stratégie confédérée, car il constituait, pour les rebelles, un moyen d'accès à la Californie. Des combats importants du Théâtre Trans-Mississippi de la guerre de Sécession y furent effectivement livrés.
En 1862, les Sudistes établirent un poste militaire à Fort Yuma sur les rives du Colorado, faisant face au poste de l'Union portant le même nom et établi de l'autre côté de la frontière avec la Californie. À la fin de l'aventure confédérée, le poste de Fort Yuma situé du côté de l'Arizona fut abandonné par les troupes de cavalerie rebelles qui l'occupaient. Elles évitèrent la capture en passant au Mexique, distant d'une quinzaine de kilomètres.
En juillet 1861, un contingent confédéré mené par le lieutenant-colonel John Baylor arriva à El Paso, juste en face de Mesilla. Avec l'aide des sympathisants sudistes de Mesilla le 2d Texas Mounted Rifles de Baylor pénétra sur le territoire de l'Arizona et s'installa en ville. Les troupes de l'Union, commandées par le major Isaac Lynde et stationnées à proximité, à Fort Fillmore, se préparèrent à attaquer Taylor. Le 25 juillet, les deux armées s'affrontèrent à l'extérieur de la ville, lors d'un bref engagement qui se termina par la défaite des Nordistes.
Le major Lynde abandonna alors Fort Fillmore et entama une marche vers le nord pour rejoindre le contingent nordiste stationné à Fort Craig, commandé par le colonel Edward Canby. Mais la retraite de Lynde fut ralentie, puis arrêtée par la chaleur et il fut rattrapé par Baylor. Lynde se rendit, sans qu'un coup de feu soit tiré, à San Augustine Springs.
Le 1er août 1861, fort de sa victoire, Baylor proclama la naissance du Territoire confédéré d'Arizona, reprenant les limites fixées par la convention de Tucson l'année précédente, et s'en proclama gouverneur permanent. Le mois suivant, ses hommes furent pris à partie par les troupes de l'Union, lors de la bataille de Canada Alamosa, un engagement mineur qui se termina par une autre victoire confédérée.
Le Territoire confédéré d'Arizona fut proposé et adopté par le Congrès confédéré début 1862 et proclamé par Jefferson Davis, le président confédéré, le 14 février 1862.
Les efforts des Confédérés pour prendre le contrôle de la région déclenchèrent la campagne du Nouveau-Mexique. En 1862, Davis déposa Baylor, le gouverneur du Territoire, et la défaite des rebelles à la bataille de Glorieta les obligea à quitter la zone. Le mois suivant, lors de la bataille de Picacho Pass, un petit détachement confédéré stationné au nord de Tucson fut pris à partie par une unité fédérale de cavalerie venue de Californie, également de petite taille. Avant cette escarmouche, les belligérants s'étaient livré un engagement mineur lors de la bataille de Stanwix Station. Au mois de juillet 1862, les troupes de l'Union approchaient la capitale territoriale de Mesilla, et les Confédérés s'enfuirent au Texas.
Le gouvernement territorial fut transféré à El Paso, tandis que certaines unités militaires rebelles se transféraient à San Antonio. Le gouvernement en exil resta au Texas pendant la durée de la guerre, et le Territoire continua à être représenté au premier (en) et au second Congrès confédéré (en). La résistance en Arizona continua au niveau des francs-tireurs, et des unités confédérées combattirent sous la bannière de l'Arizona jusqu'à la fin de la guerre en mai 1865. Pendant le restant de la guerre, les troupes de la colonne de Californie contrôlent tout l'Arizona confédéré, Franklin et le fort Quitman dans l'ouest du Texas.

### Guerres apaches
En 1862 le contingent de volontaires californiens qui avait combattu à Stanwix Station et à Picacho Pass participèrent à la bataille d'Apache Pass contre 500 Apaches. Ce combat est considéré comme faisant partie de la guerre de Sécession.
Des affrontements opposèrent également les Apaches et les Confédérés. La première bataille de Dragoon Springs marque la seule occurrence de morts confédérés sur le territoire actuel de l'Arizona. Le Territoire fut également le théâtre d'autres engagements (siège de Tubac, bataille de Cookes Canyon, bataille des Florida Mountains, bataille de Pinos Altos), ainsi que de massacres et d'escarmouches.

## Unités confédérées du Territoire de l'Arizona

### 1860
- Arizona Guards du camp de mineurs de Pinos Altos, Milice territoriale de l'Arizona.
- Minute Men du camp de mineurs de Pinos Altos, Milice territoriale de l'Arizona.
- Arizona Rangers de Mesilla, Milice territoriale de l'Arizona.

### 1862
- Bataillon de cavalerie de l'Arizona (Herbert)
  - Company A, Arizona Rangers
  - Company B
  - Company C

## Pour en savoir plus
- (en) Robert Kerby, The Confederate invasion of New Mexico and Arizona, 1861-1862, Los Angeles, Westernlore Press, coll. « Great West and Indian series » (no 13), 1958, 159 p. (ISBN 978-0-87026-055-1).